# Haploparmena marmorata
Haploparmena marmorata là một loài bọ cánh cứng trong họ Cerambycidae.